# Базай
База́й (фр. Bazailles) — коммуна во французском департаменте Мёрт и Мозель региона Лотарингия. Относится к  кантону Вильрюп.	

## География
Базай расположен в 45 км к северо-западу от Меца. Соседние коммуны: Балье на севере, Виль-о-Монтуа на северо-востоке, Мерси-ле-Ба и Сен-Сюппле на юге, Буамон и Пьерпон на западе.

## История
Это поселение находилось в старинной провинции Труа-Эвек. Карл Великий отдал его епископату Меца. 						

## Демография
Население коммуны на 2010 год составляло 163 человека.
| 1962 | 1968 | 1975 | 1982 | 1990 | 1999 | 2010 |
| ---- | ---- | ---- | ---- | ---- | ---- | ---- |
| 223  | 222  | 192  | 193  | 170  | 196  | 163  |